# Mikhaïl Anikuixin
Mikhaïl Konstantínovitx Anikuixin, (rus: Михаи́л Константи́нович Анику́шин; Moscou, 2 d'octubre de 1917-Sant Petersburg, 18 de març de 1997) fou un escultor soviètic i rus. Artista del Poble de l'URSS (arts plàstiques) (1963), Heroi del Treball Socialista (1977). Va rebre el Premi Lenin el 1958. Membre del Partit Comunista de la Unió Soviètica des del 1944.

## Biografia
Mikhaïl Anikuixin va néixer el 2 d'octubre de 1917 a Moscou, en una família de classe treballadora.
Va estudiar a l'Institut Repin de 1937 a 1947 amb una parada durant els anys de la guerra (1941 - 1945): 
1935 - 1936 - amb V. S. Bogatiriova en les classes de preparació a l'Acadèmia Russa de les Arts.
1936 - 1937 - a l'Escola Secundària d'Art de Leningrad, amb Gavril Aleksandrovitx Xults.
1937 - 1941 i 1945 - 1947 - amb Viktor Aleksandrovitx Sinaiski i Aleksandr Terentievitx Matveiev a l'Institut de Pintura, Escultura i Arquitectura.
Des del mateix començament de la Segona Guerra Mundial, al novembre de 1941, va combatre en les files de l'Exèrcit Roig.
Una de les obres més famoses de l'escultor és el monument a Aleksandr Puixkin, col·locat el 1957 a Leningrad.
Anikuixin, representant de l'escola clàssica tradicionalista, és autor de diversos ben coneguts monuments a Aleksandr Puixkin.
Membre titular de l'Acadèmia de les Arts de l'URSS (1962). Membre de la Comissió d'Auditoria Central del PCUS (1966-1976).
Anikuixin va morir el 18 de maig de 1997 a Sant Petersburg. Va ser enterrat a la necròpoli museu de "Literatos" del cementiri Volkov a la mateixa ciutat.

## Premis y títols
- Heroi del Treball Socialista (1977).
- Dues Orde de Lenin (1967, 30.9.1977)
- Orde de la Revolució d'Octubre
- Orde de la Guerra Patriòtica (11.3.1985)
- Orde de la Bandera Roja del Treball (1.10.1987)
- Orde de l'Amistat dels Pobles (28.9.1992)

### Medalles
- Premi Lenin (1958), pel monument a Aleksandr Puixkin, a la Plaça de l'Art de Sant Petersburg.
- Premi Estatal de la "RSFSR" I. E. Repin (1986) per una sèrie de retrats escultòrics de "Els Nostres Contemporanis", "Tejedor V.N. Golubev", "Treballador V.S. Chicherov", "Ballarina G.S. Ulanova", "Compositor G.V. Sviridov"
- Artista del Poble de l'URSS (arts plàstiques) (1963)
- Ciutadà Honorari de Sant Petersburg.

## Obres

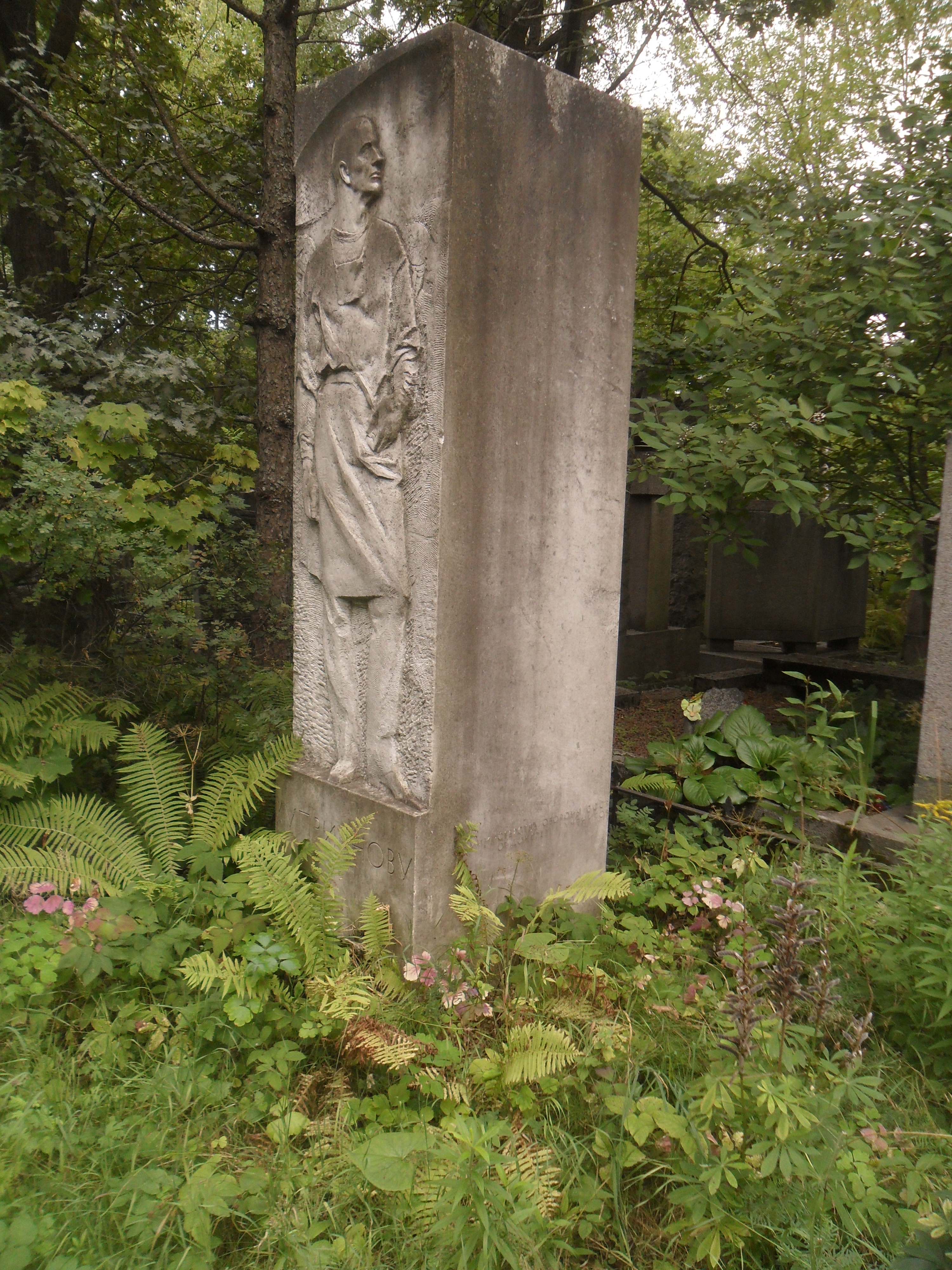
Tomba a l'Heroi del Treball Socialista, P. Kupriyanov al cementiri de la Teologia de Sant Petersburg

- «Воин-победитель»"Guerrera victoriosa", treball de tesi, 1947).
- Retrat de Puixkin (figura asseguda a l'estació de metro Puixkinskaia de Leningrad, 1954.
- Monument a Puixkin a la Plaça de les Arts de Leningrad (bronze, granit, 1949-1957, arquitecte Vasili Petrov, inaugurat el 1957).
- Monument a Puixkin a Tashkent, 1974.
- Retrat de Vladímir Békhterev (1960).
- Monument als caiguts de la 10a Divisió de l'NKVD a Volgograd (1965).
- Retrat de l'artista Iuri Mikhailovitx Iuriev,(bronze, granit, 1961, necròpoli del monestir d'Alexandre Nevski.
- Retrat del cosmonauta Guérman Titov (1961).
- Monument a V. Lenin a la Plaça de Moscou a Sant Petersburg (1970, arquitecte Valentin Kamenski)[1]
- Monument a V. Lenin en la ciutat de Turku, Finlàndia (1977)
- Retrat del general aeronàutic Aleksandr Sergueievitx Iakovlev (1975)
- Memorial "Heroics Defensors de Leningrad" (inaugurat el 1975, arquitectes Valentin Kamenski i Serguei Speranski)
- Retrat del compositor Gueorgui Svirídov (1980)
- Retrat de l'artista Nikolai Txerkàssov (1975), necròpoli del Monestir d'Alexandre Nevski
- Monument a la tomba de Reinhold Glière en el Cementiri de Novodévitxi a Moscou
- Disseny del bust de N. D. Kuznetsov, instal·lat el 19 d'agost de 1986, al parc que porta el nom de Kuznetsov a Samara.
- Monument a Aleksandr Puixkin (estació de metro "Чёрная речка" Riu Negre (Sant Petersburg) 1982)
- Composició "Mir" en el Parc de la Pau de Nagasaki.
- Monument a Galina Ulanova en el parc de la victòria de Moscou (inaugurat el 30 de maig de 1984).
- Monument a Lenin a la plaça central de Nakhodka (12 de juliol de 1984).
- Monuments a Alexandr Puixkin (1993) i Mikhaïl Kutúzov (1995) a Kaliningrad.
- Monument a Anton Txékhov en Moscou (1997).
- Monument a Anton Txékhov a la ciutat de Txékhov. Estàtua de bronze de tres metres de l'escriptor, aquesta és la primera obra de l'escultor, dedicada a Txékhov.